# Shinobi (серия игр)
Shinobi — серия видеоигр в жанре платформера, разработанная компанией Sega. Главным героем всех игр серии является ниндзя Джо Мусаси. Первая игра серии, Shinobi, была выпущена в 1987 году в виде аркадного игрового автомата. Впоследствии она была портирована на ряд домашних систем и получила множество продолжений для разных игровых консолей.